# Komisja śledcza ds. wyborów korespondencyjnych

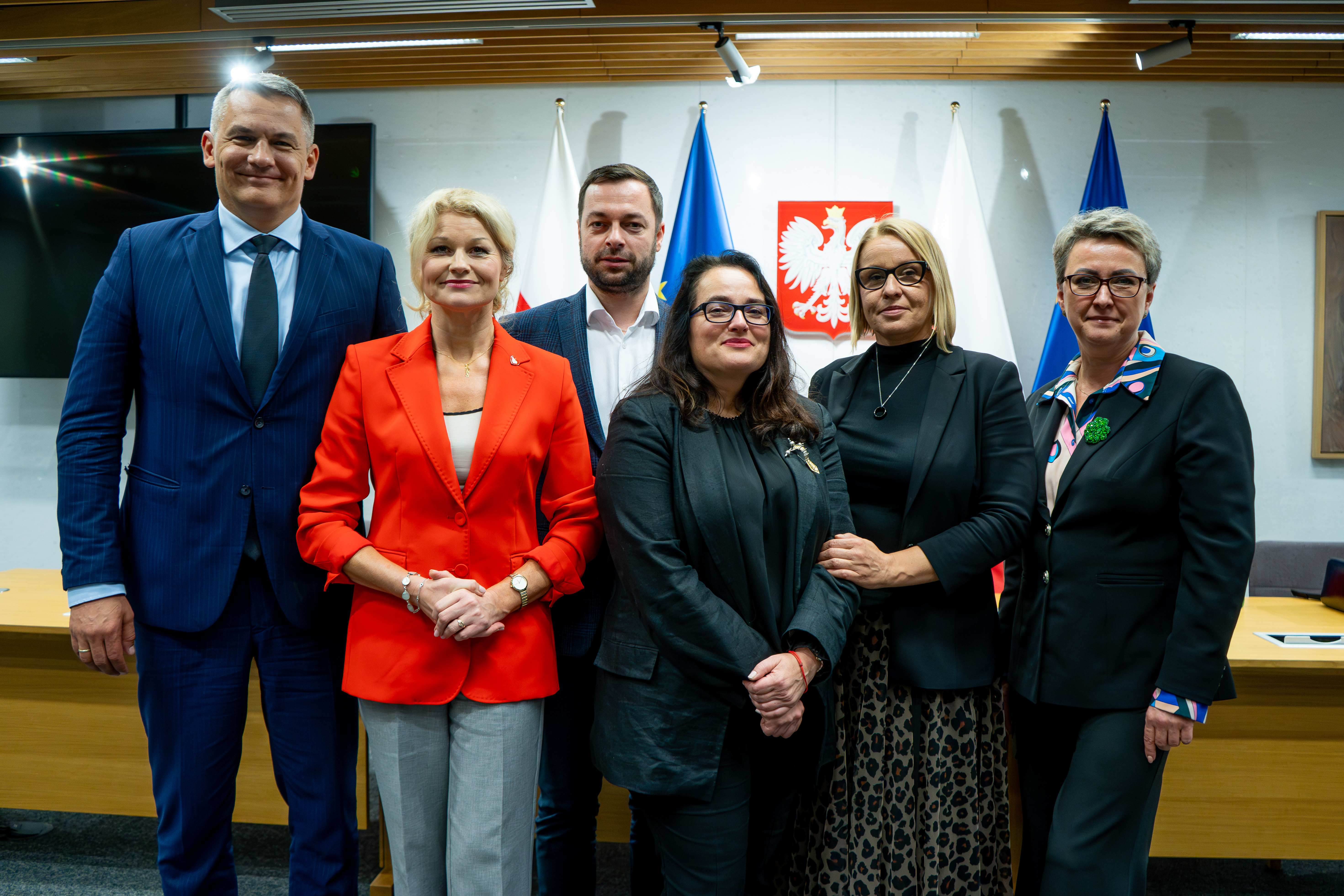
Członkowie Komisji Śledczej ds. wyborów kopertowych – Tomasz Kostuś, Karolina Pawliczak, Bartosz Romowicz, Anita Kucharska-Dziedzic, Magdalena Filiks i Agnieszka Kłopotek podczas ostatniego posiedzenia Komisji w Sejmie.

Komisja Śledcza do zbadania legalności, prawidłowości oraz celowości działań podjętych w celu przygotowania i przeprowadzenia wyborów Prezydenta Rzeczypospolitej Polskiej w 2020 roku w formie głosowania korespondencyjnego, skrót SKGK (Komisja Śledcza ds. wyborów kopertowych) – komisja śledcza powołana uchwałą Sejmu X kadencji z 7 grudnia 2023, do zbadania legalności, prawidłowości oraz celowości działań podjętych w celu przygotowania i przeprowadzenia wyborów Prezydenta Rzeczypospolitej Polskiej w 2020 roku w formie głosowania korespondencyjnego. 
Komisja zakończyła prace 10 października 2024. Przegłosowała wtedy zawiadomienia do prokuratury o możliwości popełnienia przestępstwa przez 19 osób, m.in.: Jarosława Kaczyńskiego, Mateusza Morawieckiego, Michała Dworczyka, Mariusza Kamińskiego, Jacka Sasina, Artura Sobonia, Jacka Zagórskiego, zarządów Poczty Polskiej i Polskiej Wytwórni Papierów Wartościowych oraz Jana Nowaka.
6 listopada 2024 Trybunał Konstytucyjny wydał wyrok, zgodnie z którym art. 2 uchwały powołującej komisję jest niezgodny z art. 111 ust. 1 w związku z art. 2 i w związku z art. 7 Konstytucji RP. Wyrok nie został opublikowany w Dzienniku Ustaw.

## Akty prawne regulujące działanie komisji
- Konstytucja Rzeczypospolitej Polskiej z dnia 2 kwietnia 1997 r. (Dz.U. z 1997 r. nr 78, poz. 483) – art. 111
- Ustawa z dnia 21 stycznia 1999 r. o sejmowej komisji śledczej (Dz.U. z 2016 r. poz. 1024)
- Uchwała Sejmu Rzeczypospolitej Polskiej z dnia 30 lipca 1992 r. – Regulamin Sejmu Rzeczypospolitej Polskiej (M.P. z 2022 r. poz. 990) – Rozdział 11a
- Uchwała Sejmu Rzeczypospolitej Polskiej z dnia 7 grudnia 2023 r. w sprawie powołania Komisji Śledczej do zbadania legalności, prawidłowości oraz celowości działań podjętych w celu przygotowania i przeprowadzenia wyborów Prezydenta Rzeczypospolitej Polskiej w 2020 r. w formie głosowania korespondencyjnego (M.P. z 2023 r. poz. 1440)
- Uchwała Sejmu Rzeczypospolitej Polskiej z dnia 12 grudnia 2023 r.  w sprawie wyboru składu osobowego Komisji Śledczej do zbadania legalności, prawidłowości oraz celowości działań podjętych w celu przygotowania i przeprowadzenia wyborów Prezydenta Rzeczypospolitej Polskiej w 2020 r. w formie głosowania korespondencyjnego

## Członkowie komisji
12 grudnia 2023 Sejm dokonał pierwotnego wyboru członków komisji. Pełny skład komisji składa się z 11 członków wybieranych przez Sejm spośród posłów.

### Bieżący skład komisji
| Poz. | Imię i nazwisko          | Zdjęcie | Przynależność do Klubu Parlamentarnego lub Klubu Poselskiego | Funkcja                   | Daty zasiadania w komisji |
| ---- | ------------------------ | ------- | ------------------------------------------------------------ | ------------------------- | ------------------------- |
| 1.   | Magdalena Filiks         |         | Koalicja Obywatelska – PO,.N, iPL, Zieloni                   | przewodniczący            | od 12 grudnia 2023        |
| 2.   | Bartosz Romowicz         |         | Polska 2050 – Trzecia Droga                                  | zastępca przewodniczącego | od 12 grudnia 2023        |
| 3.   | Karolina Pawliczak       |         | Koalicja Obywatelska – PO,.N, iPL, Zieloni                   | zastępca przewodniczącego | od 28 czerwca 2024        |
| 4.   | Krzysztof Szczucki       |         | Prawo i Sprawiedliwość                                       | zastępca przewodniczącego | od 14 czerwca 2024        |
| 5.   | Przemysław Czarnek       |         | Prawo i Sprawiedliwość                                       | członek                   | od 12 grudnia 2023        |
| 6.   | Agnieszka Kłopotek       |         | Polskie Stronnictwo Ludowe – Trzecia Droga                   | członek                   | od 12 grudnia 2023        |
| 7.   | Tomasz Kostuś            |         | Koalicja Obywatelska – PO,.N, iPL, Zieloni                   | członek                   | od 14 czerwca 2024        |
| 8.   | Mariusz Krystian         |         | Prawo i Sprawiedliwość                                       | członek                   | od 12 grudnia 2023        |
| 9.   | Anita Kucharska-Dziedzic |         | Lewica (Nowa Lewica, PPS, Razem, Unia Pracy)                 | członek                   | od 12 grudnia 2023        |
| 10.  | Witold Tumanowicz        |         | Konfederacja                                                 | członek                   | od 12 grudnia 2023        |
| 11.  | Michał Wójcik            |         | Prawo i Sprawiedliwość                                       | członek                   | od 22 lutego 2024         |

### Zmiany w składzie komisji
| Poz. | Imię i nazwisko | Zdjęcie | Przynależność do Klubu Parlamentarnego lub Klubu Poselskiego | Funkcja                   | Daty zasiadania w komisji             |
| ---- | --------------- | ------- | ------------------------------------------------------------ | ------------------------- | ------------------------------------- |
| 1.   | Paweł Jabłoński |         | Prawo i Sprawiedliwość                                       | członek                   | od 12 grudnia 2023 do 13 lutego 2024  |
| 2.   | Waldemar Buda   |         | Prawo i Sprawiedliwość                                       | zastępca przewodniczącego | od 12 grudnia 2023 do 10 czerwca 2024 |
| 3.   | Dariusz Joński  |         | Koalicja Obywatelska – PO,.N, iPL, Zieloni                   | przewodniczący            | od 12 grudnia 2023 do 10 czerwca 2024 |
| 4.   | Jacek Karnowski |         | Koalicja Obywatelska – PO,.N, iPL, Zieloni                   | zastępca przewodniczącego | od 12 grudnia 2023 do 25 czerwca 2024 |

## Posiedzenia
Szczegóły na temat kolejnych posiedzeń przedstawiono w tabeli poniżej:
| Nr posiedzenia | Data posiedzenia     | Przesłuchiwani świadkowie | Inne punkty porządku obrad |
| 2023           | 2023                 | 2023 | 2023 |
| -------------- | -------------------- | --- | --- |
| 1.             | 19 grudnia 2023      | – | Wybór Prezydium Komisji |
| 2.             | 22 grudnia 2023      | – | - Podjęcie uchwały w sprawie złożenia przez każdego członka Komisji oświadczenia o tym, że nie zachodzą wobec niego żadne okoliczności, o których mowa w art. 4 ustawy z dnia 21 stycznia 1999 r. o sejmowej komisji śledczej. - Ustalenie liczby stałych doradców Komisji oraz przyjęcie propozycji kandydatur. - Przedstawienie przez Prezydium Komisji planu pracy Komisji. - Rozpatrzenie wniosków dowodowych zgłoszonych przez członków Komisji. - Rozpatrzenie wniosków dowodowych w zakresie pierwszych osób wezwanych w celu złożenia zeznań przed Komisją.                                                           |
| 2024           |                      | | |
| 3.             | 9 stycznia 2024      | - Robert Flisiak – prezes Polskiego Towarzystwa Epidemiologów i Lekarzy Chorób Zakaźnych, kierownik Kliniki Chorób Zakaźnych i Hepatologii Uniwersytetu Medycznego w Białymstoku; - Jarosław Gowin – były wicepremier i minister nauki i szkolnictwa wyższego.                | - Rozpatrzenie wniosków dowodowych zgłoszonych przez członków Komisji. - Wybór kandydatów na stałych doradców Komisji. |
| 4.             | 10 stycznia 2024     | - Jarosław Gowin – kontynuacja przesłuchania. | – |
| 5.             | 17 stycznia 2024     | – | Posiedzenie zamknięte - Powołanie stałych doradców Komisji. - Rozpatrzenie wniosków dowodowych zgłoszonych przez członków Komisji. |
| 6.             | 19 stycznia 2024     | - Michał Wypij – były poseł i wiceprzewodniczący Klubu Parlamentarnego Prawo i Sprawiedliwość; - Artur Soboń – były sekretarz stanu w Ministerstwie Aktywów Państwowych. | – |
| 7.             | 24 stycznia 2024     | - Tomasz Szczegielniak – były podsekretarz stanu w Ministerstwie Aktywów Państwowych; - Jacek Sasin – były minister aktywów państwowych, członek PiS | – |
| 8.             | 26 stycznia 2024     | – | Posiedzenie zamknięte - Rozpatrzenie wniosków dowodowych. - Dyskusja na temat zwolnienia z tajemnicy prawnie chronionej dokumentów, które znajdują się w dyspozycji Komisji. |
| 9.             | 5 lutego 2024        | - Michał Dworczyk – były szef Kancelarii Prezesa Rady Ministrów, członek PiS | – |
| 10.            | 13 lutego 2024       | - Michał Dworczyk – kontynuacja przesłuchania. | - Dyskusja o sporządzonych przez stałych doradców Komisji opiniach w sprawie wykluczenia członka komisji z jej składu osobowego. |
| 11.            | 14 lutego 2024       | - Elżbieta Witek – była marszałek Sejmu Rzeczypospolitej Polskiej, członek PiS | - Odebranie opinii biegłego Wojciecha Hermelińskiego. |
| 12.            | 20 lutego 2024       | - Przemysław Sypniewski – były prezes zarządu Poczty Polskiej SA - Grzegorz Kurdziel – były wiceprezes zarządu Poczty Polskiej SA | – |
| 13.            | 28 lutego 2024       | - Ewa Wrzosek – prokurator Prokuratury Rejonowej Warszawa – Mokotów - Edyta Dudzińska – prokurator Prokuratury Okręgowej w Warszawie | – |
| 14.            | 4 marca 2024         | - Paweł Kukiz – poseł na Sejm Rzeczypospolitej Polskiej X kadencji, członek Kukiz'15 - Tomasz Zdzikot – były prezes zarządu Poczty Polskiej S.A. - Jarosław Sachajko – poseł na Sejm Rzeczypospolitej Polskiej X kadencji, członek Kukiz'15                                   | - Rozpatrzenie wniosków dowodowych. |
| 15.            | 18 marca 2024        | - Artur Soboń – kontynuacja przesłuchania. - Konfrontacja Artura Sobonia i Grzegorza Kurdziela | – |
| 16.            | 19 marca 2024        | - Wiktor Klimiuk – były członek gabinetu politycznego ministra Spraw Wewnętrznych i Administracji oraz były członek rady nadzorczej Polskiej Wytwórni Papierów Wartościowych S.A. - Piotr Ciompa – były członek rady nadzorczej Polskiej Wytwórni Papierów Wartościowych S.A. | - Powołanie stałego doradcy Komisji. - Sprawy bieżące (posiedzenie zamknięte). |
| 17.            | 3 kwietnia 2024      | - Bogdan Skwarka – dyrektor Departamentu Administracji Publicznej Najwyższej Izby Kontroli - Sylwester Marciniak – przewodniczący Państwowej Komisji Wyborczej | - Sprawy bieżące. |
| 18.            | 16 kwietnia 2024     | - Paweł Skóra – były dyrektor Pionu Informatyki i Telekomunikacji Poczty Polskiej S.A. - Łukasz Szumowski – były Minister Zdrowia | - Sprawy bieżące (posiedzenie zamknięte). |
| 19.            | 17 kwietnia 2024     | - Marek Zagórski – były Minister Cyfryzacji - Jan Nowak – były Prezes Urzędu Ochrony Danych Osobowych | - Wybór kandydata na stałego doradcę Komisji. |
| 20.            | 23 kwietnia 2024     | - Maciej Biernat – były prezes zarządu Polskiej Wytwórni Papierów Wartościowych S.A. - Mariusz Kamiński – były Minister Spraw Wewnętrznych i Administracji, członek PiS | – |
| 21.            | 7 maja 2024          | - Adam Bielan – poseł do Parlamentu Europejskiego, członek PiS | – |
| 22.            | 15 maja 2024         | - Tomasz Grodzki – Marszałek Senatu Rzeczypospolitej Polskiej X kadencji, członek Platformy Obywatelskiej | - Sprawy bieżące (posiedzenie zamknięte). |
| 23.            | 16 maja 2024         | - Mateusz Morawiecki – były Prezes Rady Ministrów, członek PiS | - Odebranie opinii biegłego Piotra Uziębło |
| 24.            | 22 maja 2024         | - Mateusz Morawiecki – kontynuacja przesłuchania. | - Zapoznanie się z opinią biegłego Jana Zimmermanna |
| 25.            | 24 maja 2024         | - Jarosław Kaczyński – były Wiceprezes Rady Ministrów | - Sprawy bieżące. |
| 26.            | 11 lipca 2024        | – | - Zmiany w składzie prezydium komisji. |
| 27.            | 25 lipca 2024        | – | - Przedłożenie przez Przewodniczącą Komisji projektu stanowiska Komisji Śledczej do zbadania legalności, prawidłowości oraz celowości działań podjętych w celu przygotowania i przeprowadzenia wyborów Prezydenta Rzeczypospolitej Polskiej w 2020 r. w formie głosowania korespondencyjnego. - Określenie działań Komisji w celu wyegzekwowania odpowiedzialności karnej wobec funkcjonariuszy publicznych i innych osób w następstwie przeprowadzonego przez Komisję postępowania dowodowego oraz poczynionych ustaleń. |
| 28.            | 10 października 2024 | – | - Rozpatrzenie poprawek do projektu stanowiska Komisji Śledczej do zbadania legalności, prawidłowości oraz celowości działań podjętych w celu przygotowania i przeprowadzenia wyborów Prezydenta Rzeczypospolitej Polskiej w 2020 r. w formie głosowania korespondencyjnego. - Przyjęcie stanowiska Komisji Śledczej do zbadania legalności, prawidłowości oraz celowości działań podjętych w celu przygotowania i przeprowadzenia wyborów Prezydenta Rzeczypospolitej Polskiej w 2020 r. w formie głosowania korespondencyjnego. - Podjęcie uchwał w sprawie skierowania zawiadomień o podejrzeniu popełnienia przestępstwa. |